# Jo Bench
Jo-Anne Bench a été la bassiste du groupe de death metal Bolt Thrower depuis 1987 jusqu'à sa dissolution en 2016.
Elle fut la petite amie de Gavin Ward pendant de longues années. Elle fut une des premières femmes à jouer dans un groupe de death metal.

## Biographie
Jo Bench est végétarienne depuis 1984.
Elle rejoint le groupe en 1987 après que Gavin Ward ait délaissé la basse pour la guitare.

## Équipement
- BC Rich Ironbird
- Peavey T-Max
- Ibanez Tube Screamer
- 2 x Laney 2x15

## Discographie
Voir la discographie de Bolt Thrower